# Pila (Buenos Aires)
Pila is een plaats in het Argentijnse bestuurlijke gebied Pila in de provincie Buenos Aires. De plaats telt 2.085 inwoners.

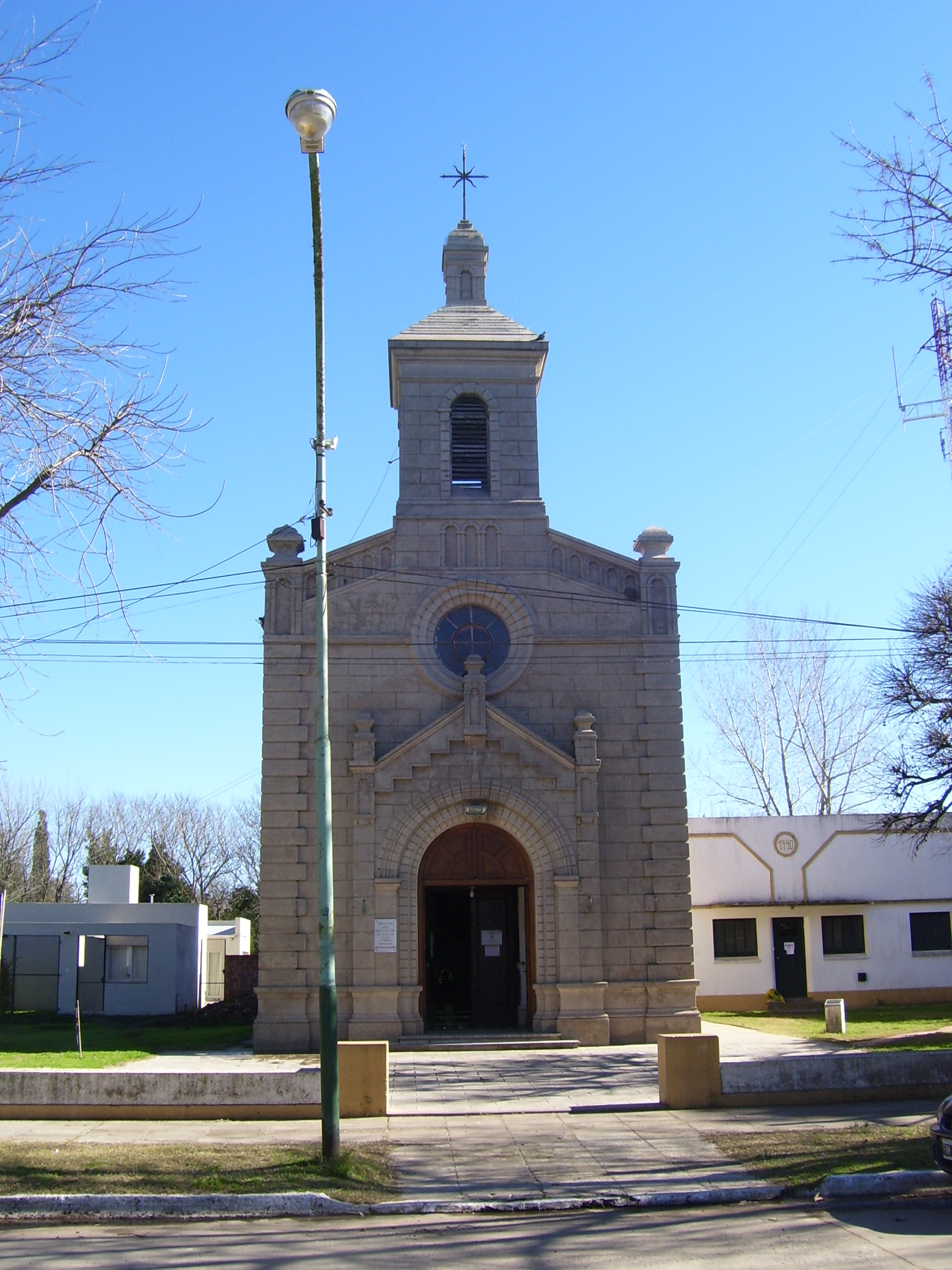
Kerk van Pila